# Громадський транспорт Гельсінкі

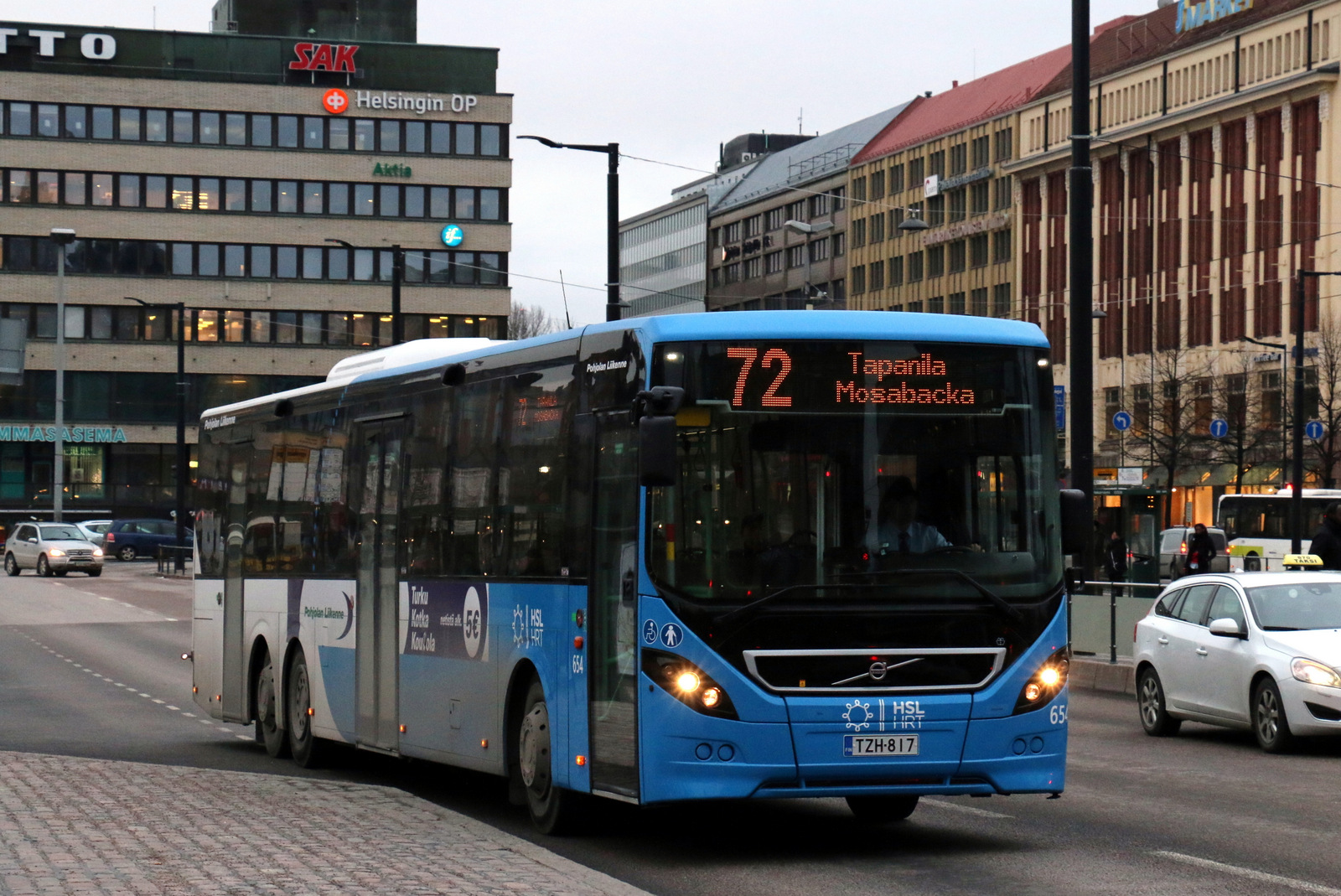
Автобус Volvo B8RLE 8900LE у районі Гаканіемі.

Громадський транспорт Гельсінкі складається із автобусних, трамвайних і поромних систем, а також із метрополітену та приміських залізниць, що обслуговують регіон Великий Гельсінкі.
Оператором внутрішньоміського транспорту Гельсінкі до кінця 2009 року була міська транспортна служба HKL, а за транспорт між межами округів та внутрішній транспорт міст Еспоо та Вантаа відповідала компанія YTV, яка була закрита 31 грудня 2009 року.
На початку 2010 року свою діяльність почало інтермуніципальне об'єднання HSL, що спирається на новий закон про громадський транспорт. До нового об'єднання перейшли заплановані функції як HKL, так і YTV. Спочатку до сфери управління HSL входили шість муніципалітетів: Гельсінкі, Еспоо, Вантаа, Керава, Кіркконуммі та Кауніайнен, тобто об'єдання відповідало за організацію громадського транспорту для близько 1,1 млн осіб. Інші вісім муніципалітетів регіону Великого Гельсінкі можуть долучитися до системи HSL пізніше. Зокрема Сіпоо увійшло до неї 1 січня 2013 року, а Сіунтіо та Туусула — 1 січня 2018 року.
50% приміських поїздок у межах міста Гельсінкі здійснюється за допомогою громадського транспорту, у той час: як лише 28% — автомобілями. Пасажиропотік є типовим для європейського міста. Пасажиропотік в інших містах Фінляндії значно нижчий зокрема через відсутність трамвайного або швидкісного сполучення за межами Гельсінкі.

## Автобус

### Магістральні маршрути

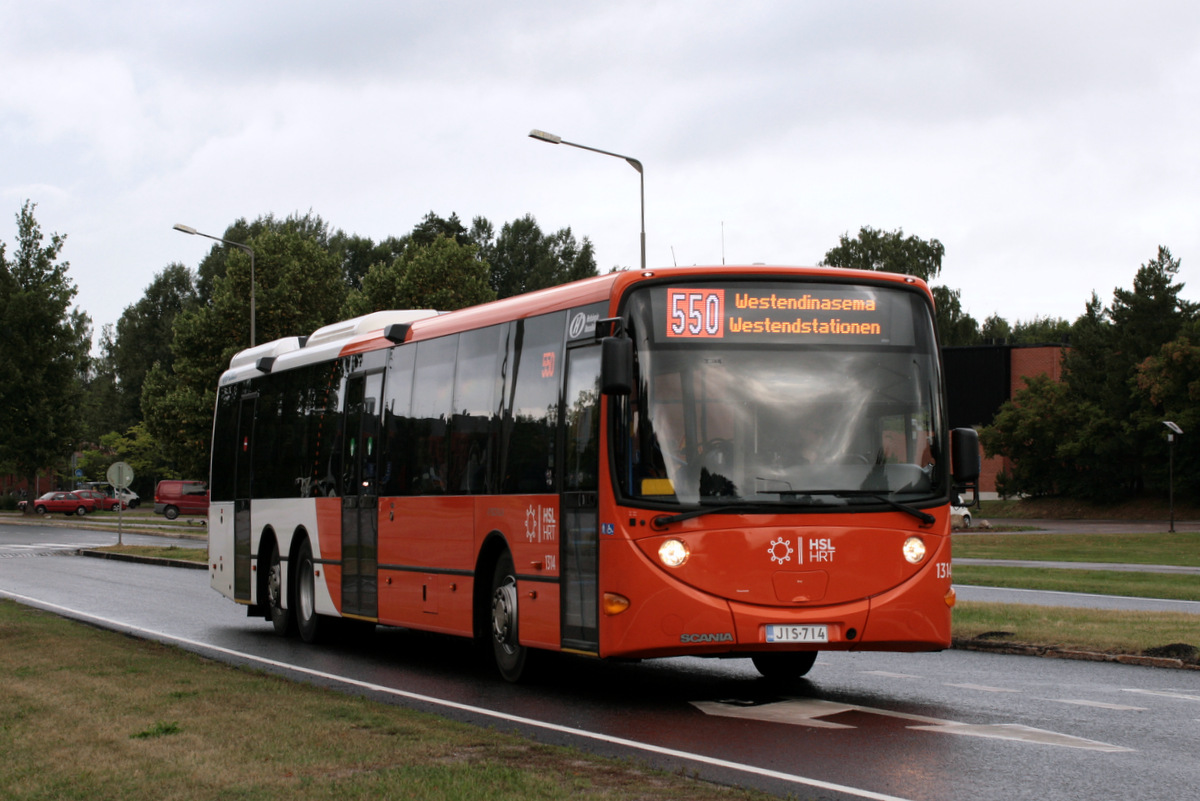
Автобус на магістральному маршруті 550 у день його відкриття.

У серпні 2013 року HSL запустив перший магістральний орбітальний автобусний маршрут №550, який до того мав назву Jokeri (фін. Джокер) та існував у вигляді швидкісного трамваю, та проходить за лінією від Ітякескуса до Вестенда.
Магістральні маршрути передбачені для забезпечення обслуговування за зразком метро з дуже короткими інтервалами та характерним рухомим складом.
Другий орбітальний маршрут №560 був відкритий у серпні 2015 року. Маршрути №500 та №510 були відкриті у серпні 2019 року; вони проходять до південних частин Еспоо.
Так само у різних регіонах міста існує низка прямих автобусних маршрутів до аеропорту Гельсінкі-Вантаа.

### Регулярні маршрути

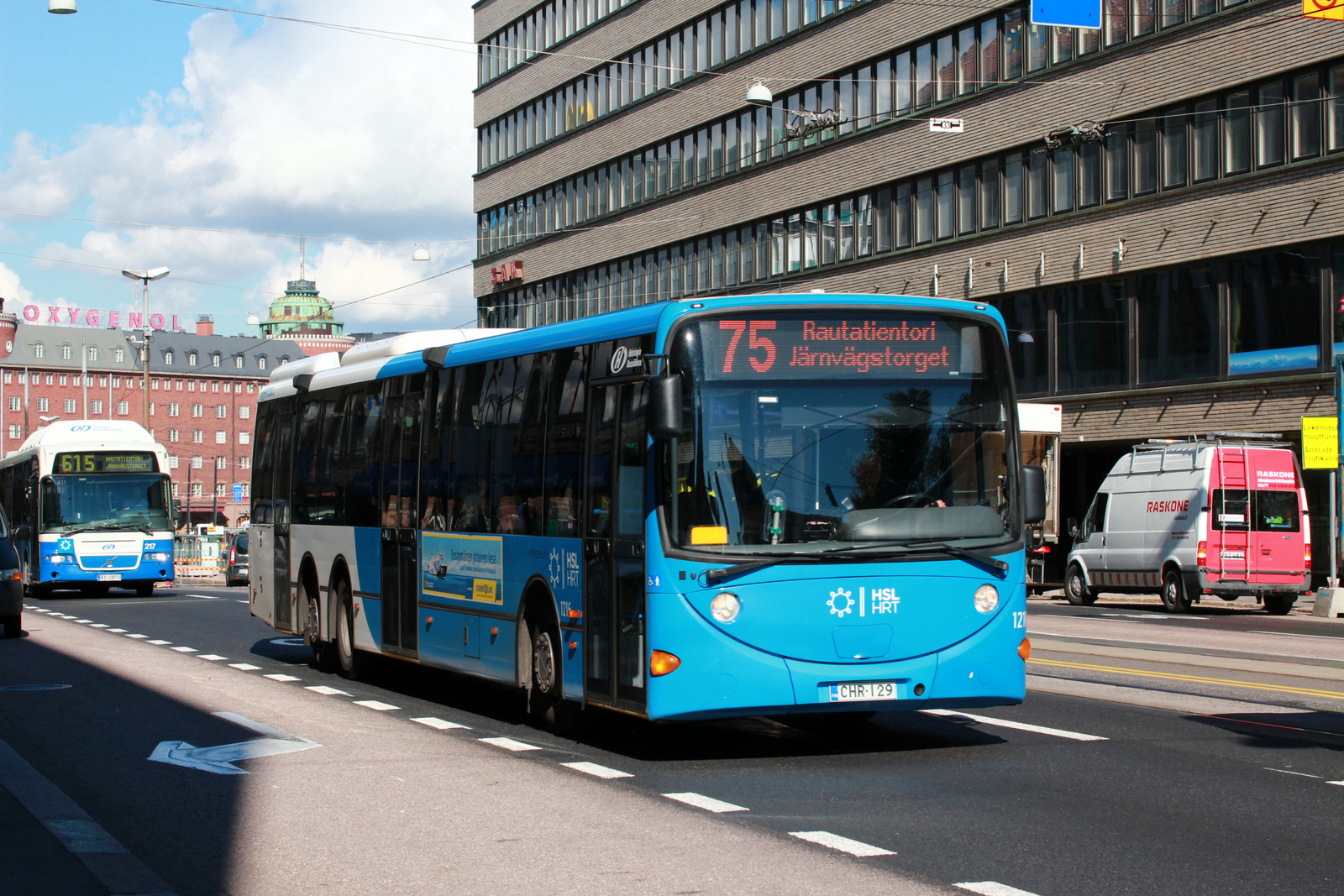
Автобус внутрішньоміського маршруту №75, що оперується компанією Helsingin Bussiliikenne. Автобус оформлений із емблемою HSL, що є необхідною умовою для всіх автобусів, пропонованих у тендерах.

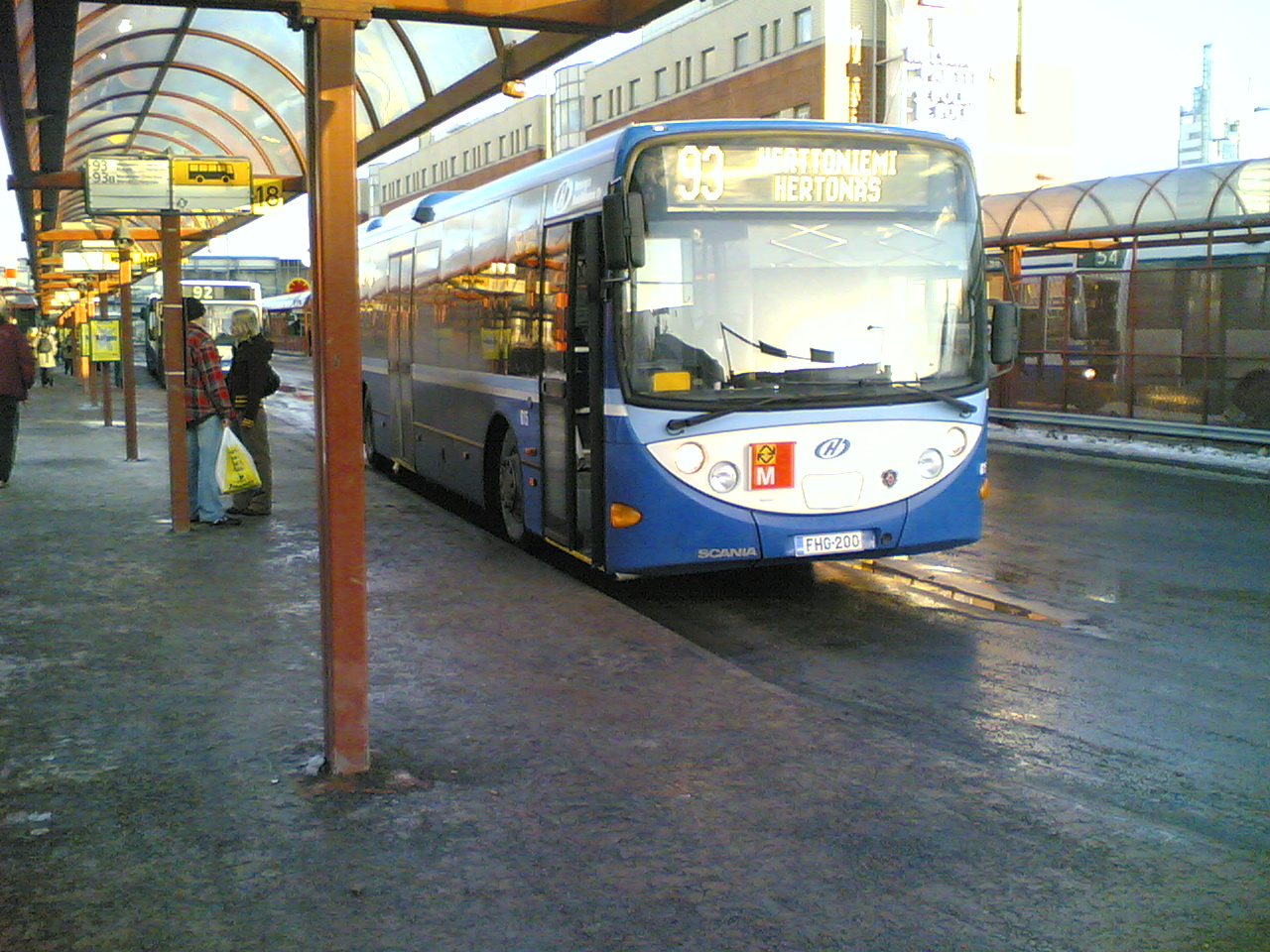
Автобус маршруту №93, що оперується компанією Helsingin Bussiliikenne, в Ітякескусі, 2006 рік.

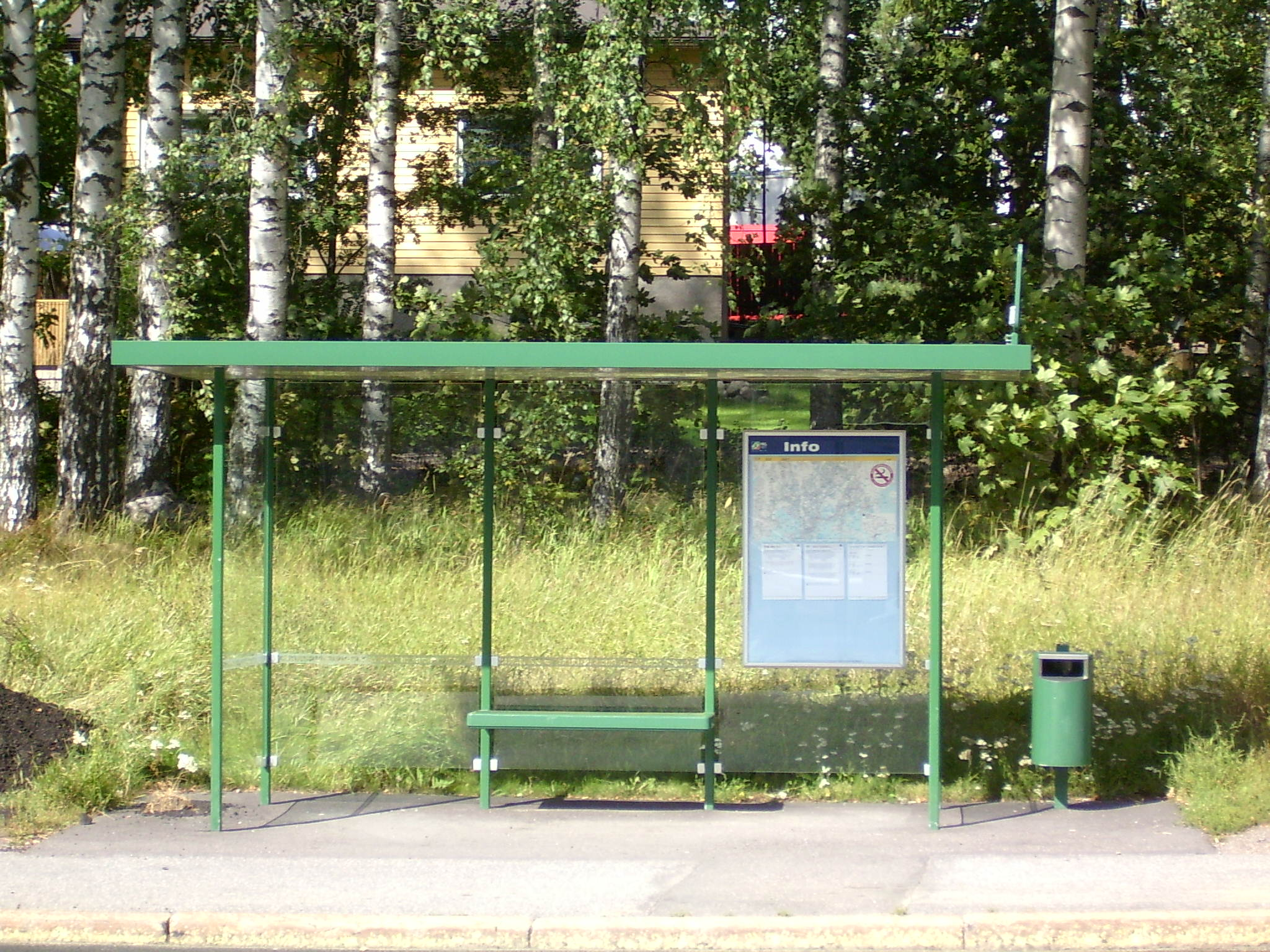
Автобусна зупинка Каадекуя.

Гельсінкі вкритий великою мережею внутрішніх автобусних маршрутів, які для деяких частин міста є основним транспортним засобом.

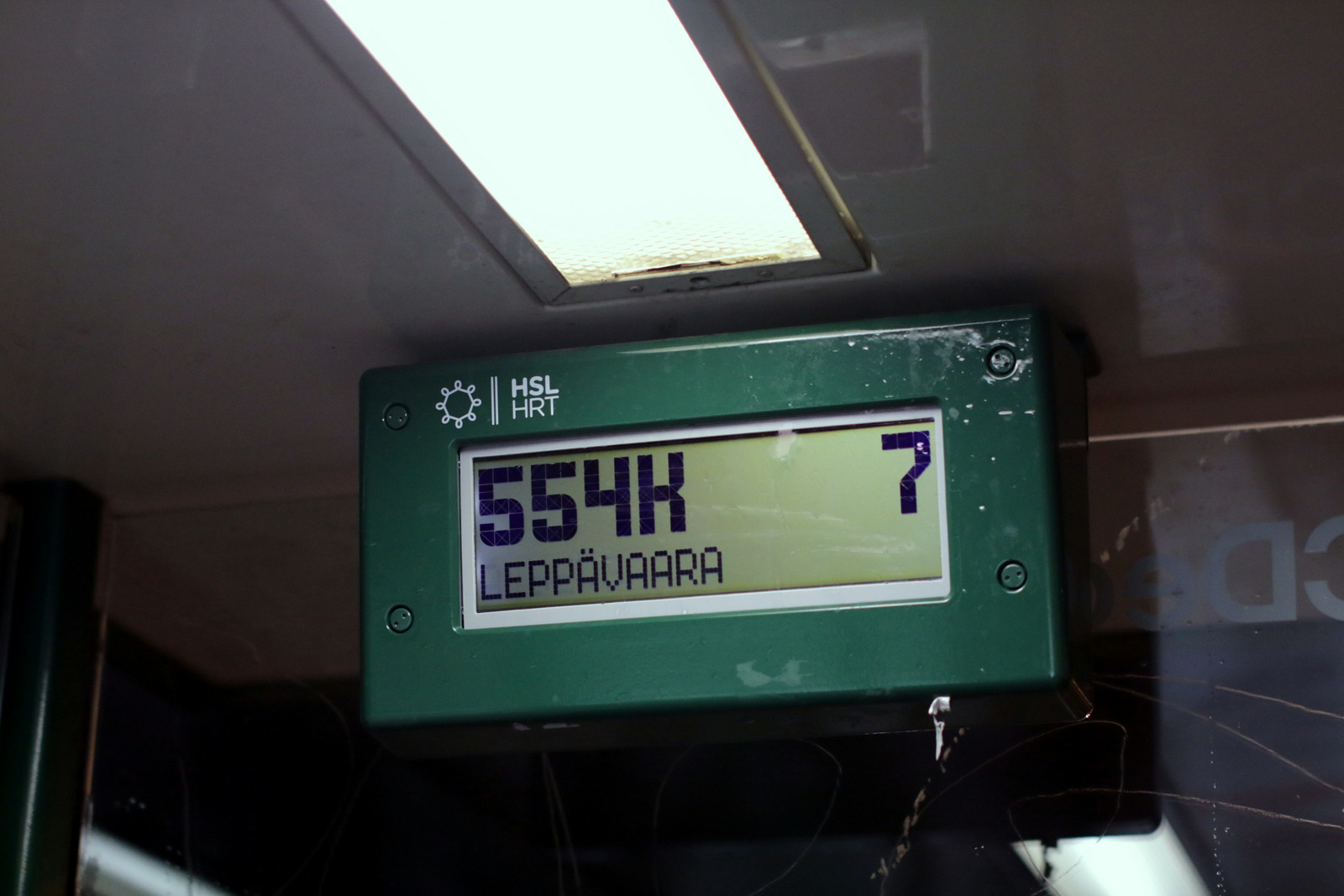
Електронне табло на батарейках, встановлене на окремих зупинках.

HSL проводить маршрути та встановлює графік руху, проте оперують ними незалежні компанії на основі контрактів. HSL оголошує тендер на маршрут або низку маршрутів, який виграє компанія, що запропонує оперування із найкращим співвідношенням ціни та якості. Якість у цьому випадку вимірюється системою очок, які нараховуються за такі показники, як безшумність, екологічна ефективність та розміри автобусів, що будуть використовуватися. Найбільшими операторами автобусних маршрутів є Nobina Finland, Veolia Transport та Helsingin Bussiliikenne (HelB); вони керують більшою частиною послуг згідно із контрактами. Однією із компаній, що найбільш швидко розширюються, є компанія Pohjolan Liikenne (якою володіє VR), яка донедавна вигравала багато тендерів. Здебільшого розширення відбувається за кошт HelB.
Часто автобуси, що курсують на сході Гельсінкі, виступають у ролі під'їзних маршрутів для метрополітену та приміської залізниці міста; також автобуси курсують з центру міста до районів, що не мають метро- або залізничного сполучення. Майже всі інші маршрути закінчуються у центрі міста біля залізничного вокзалу. Є винятки, як, наприклад, маршрути, що курсують з одного передмістя до іншого через центр міста (наприклад, маршрути 51–54, 56–59).
Номери маршрутів для внутрішніх ліній складаються із двох цифр та інколи містять літеру.
Більшість маршрутів виконуються у період між 5:30 та 23:45, найзатребуваніші — від 5:30 та 1:30. У денний час (та не у годину пік) звичайний інтервал руху автобусів складає 10, 15, 20, 30 або 60 хвилин залежно від довжини та затребуваності маршруту. Нічні маршрути, позначені додатковою літерою N, виконуються лише у період між 23:45 та 1:30 (інколи також рано вранці) та здебільшого прямо їздять до місць, які знаходяться поза зоною обслуговування метрополітену або приміських потягів. Наразі традиція обслуговування спеціальних нічних маршрутів зникає, а натомість вони замінюються N-варіантами денних маршрутів.
Серед літер у нумерації також можуть бути:
- A: подовжений маршрут або маршрут за годинниковою стрілкою
- B: скорочений маршрут або маршрут проти годинникової стрілки
- K: відхилення у маршруті, здебільшого несуттєве
- T: трамваї до портових терміналів (4T, 6T), автобуси серії 100 через Лауттасаарі
- V: швидший або пряміший маршрут
- Z: швидший або пряміший маршрут (зазвичай по автомагістралі)

До автобусних терміналів Гельсінкі входять термінали у Камппі, на Вокзальній площі, площі Еліелінаукіо та у районі Гаканіемі. Більші станції метро мають власні автобусні станції.

### Регіональне сполучення

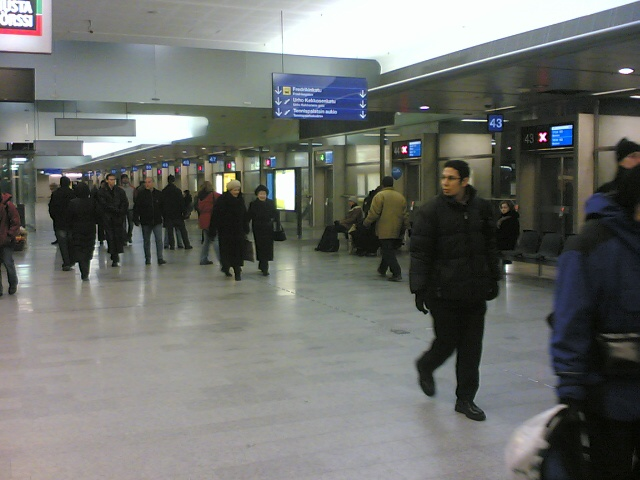
Автобусний термінал Камппі.

Регіональні автобусні маршрути наразі оперуються компанією HSL так само, як і внутрішні міські. Ці маршрути здебільшого використовують найшвидші шляхи, щоб дістатися до міста, зазвичай автомагістралі.
Більша частина регіональних маршрутів сполучає центр Гельсінкі з різними частинами міст Еспоо та Вантаа. Маршрути з півдня Еспоо закінчуються у власному терміналі у Камппі, з центру й півночі Еспоо та заходу Вантаа — на автовокзалі на площі Еліелінаукіо, а маршрути зі сходу Вантаа та Керави закінчуються на Вокзальній площі. Останні дві площі розташовані поруч із центральним вокзалом міста.
Зазвичай номери маршрутів складаються із трьох цифр а також інколи містять одну або дві літери. Регіональних маршрутів із двома цифрами у назві лише два: це маршрути №39 (Камппі–Мююрмякі) та маршрут №74 (Гаканіемі–Порттіпуйсто).
В Еспоо та Вантаа також є низка внутрішніх маршрутів, кінцеві зупинки яких знаходяться поблизу залізничного вокзалу Гельсінкі, для якого вони виступають у якості сполучних ліній. До внутрішніх ліній Еспоо належать також маршрути, що курсують через Кауніайнен. Окрім цього, до Керави, яка також належить до зони обслуговування HSL, існують два внутрішні маршрути, що проходять через залізничний вокзал.

## Трамвай

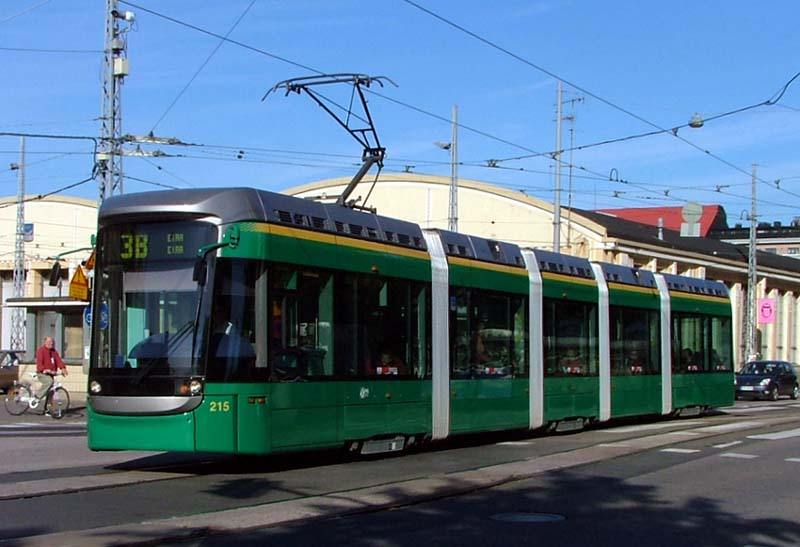
Сучасний трамвай Variotram на маршруті 3B у районі. Ці вагони використовувалися у місті у 1998-2019 рр.

Наразі Гельсінкі є єдиним містом Фінляндії із трамвайним сполученням; у місті Турку трамвайна система була закрита у 1972 році, а у 1957 році припинила своє існування трамвайна система у місті Виборг, яке відійшло до СРСР після закінчення Другої світової війни. Втім, у 2017 році почалося прокладення трамвайної лінії у місті Тампере, запуск якої планується у 2021 році.
Оператором гельсінського трамваю є дочірня компанія HKL — HKL-Raitioliikenne. Щороку трамваєм здійснюється близько 50 млн поїздок.
Трамвайна мережа Гельсінкі оперується електричною тягою з 1900 року та належить здебільшого до традиційного типу, у якій трамвайні лінії розташовані на вулицях як на спеціальних проїздах, так і у змішаному вуличному русі. Мережа, хоча й покриває як густонаселені центральні, так і деякі прилеглі райони, була лише незначно розширена у 1950-х рр.
Трамвайну мережу Гельсінкі утворюють 11 маршрутів (№№1, 2, 3, 4, 5, 6/6Т, 7, 8, 9 та 10), які проходять майже повністю по внутрішньому місту; лише маршрут №8 до району Мунккініемі продовжується на кілька кілометрів за його межі. Разом із метрополітеном трамвайна мережа утворює основу міського сполучення та є переважним засобом пересування у межах внутрішнього міста.
Востаннє мережа розширювалася у 2012 році, на початку якого було змінено кінцеву зупинку маршруту №8, а у серпні якого маршрут №9 був подовжений до Західного портового терміналу. Окрім цього, планується розширення трамвайної мережі до районів Ілмала та Лааясало.

## Метрополітен

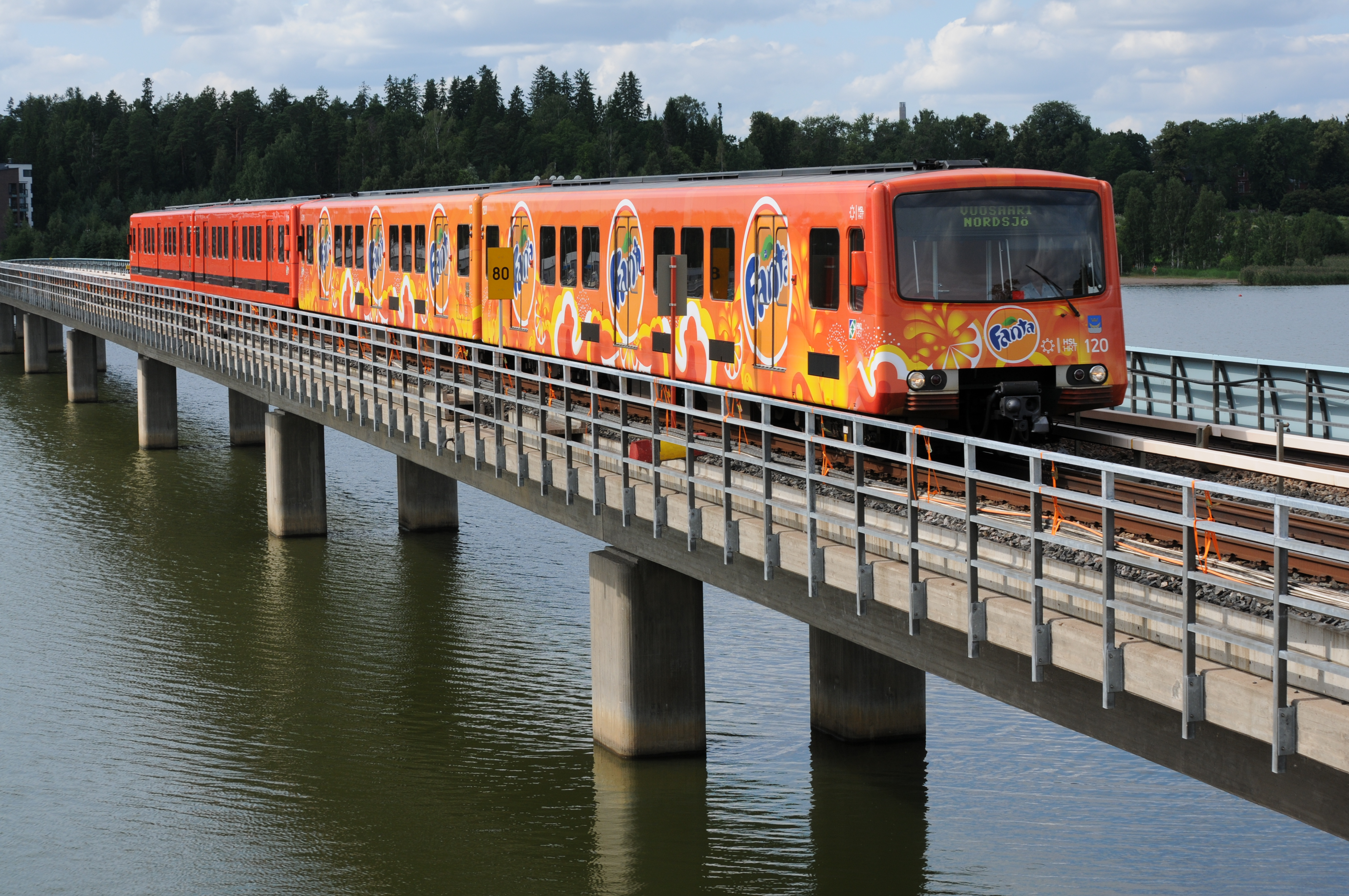
Потяг метро на мості Вуосаарі.

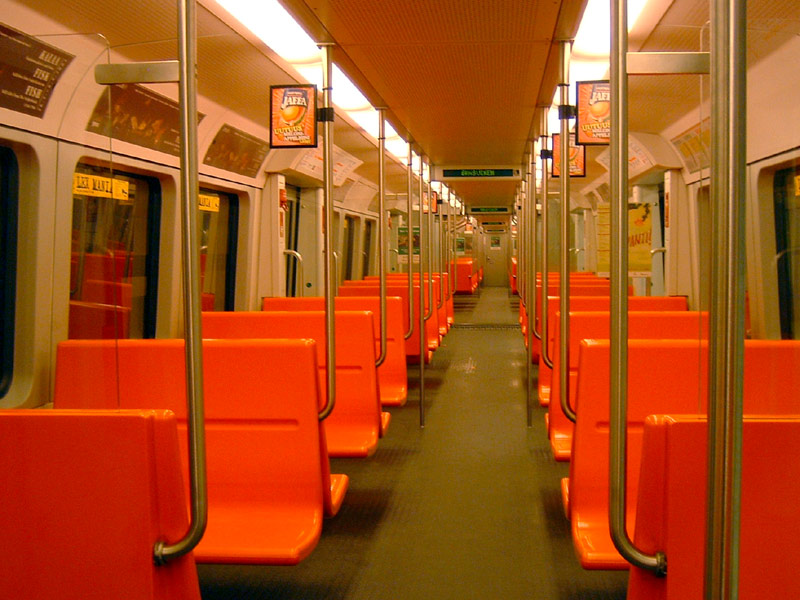
Інтер'єр вагону метро серії 200.

Перша й наразі єдина у Фінляндії система метрополітену була відкрита у Гельсінкі у 1982 році на лінії Раутатіенторі – Ітякескус. Згодом лінія була подовжена на захід до Руохолахті та схід до Меллунмякі та Вуосаарі, для чого до основної лінії у 1998 році була прибудована побічна.
Дві лінії метрополітену (М1 та М2), що налічують загалом 25 станцій, у наш час є основною магістраллю сполучення сходу та заходу центру Гельсінкі. Контроль над нею здійснює ще одна дочірня компанія HKL — HKL-Metroliikenne.
Сучасна лінія також має розширення до півдня Еспоо, побудова якого після довгих обговорень була схвалена міською радою Еспоо у 2006 році; врешті-решт його перша частина із восьми станцій було відкрита у листопаді 2017 року. Друга його частина, яка має пройти на захід до Ківенлахті, ще споруджується.
Окрім цього планується продовжити лінію на схід від кінцевої станції у Меллункюля до міста Сіпоо. Планується спорудити нову лінію від Камппі на північ через Пасілу до аеропорту Гельсінкі-Вантаа та району Вііккі, а також продовжити лінію і у напрямку Катаянокки, а звідти, ймовірно, і до острова Лааясало.

## Приміська залізниця

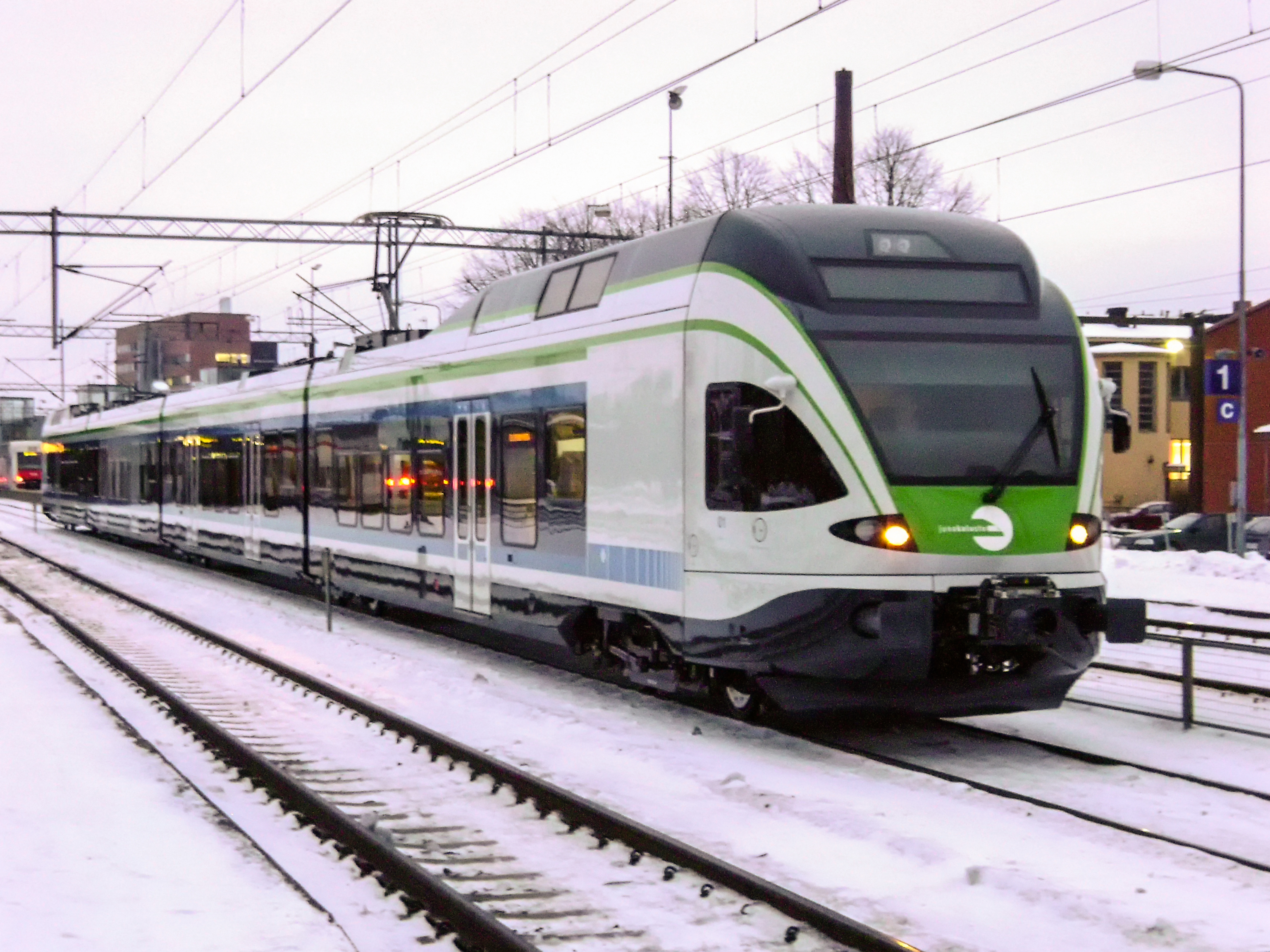
Новий приміський потяг Sm5 на станції Рійгімякі.

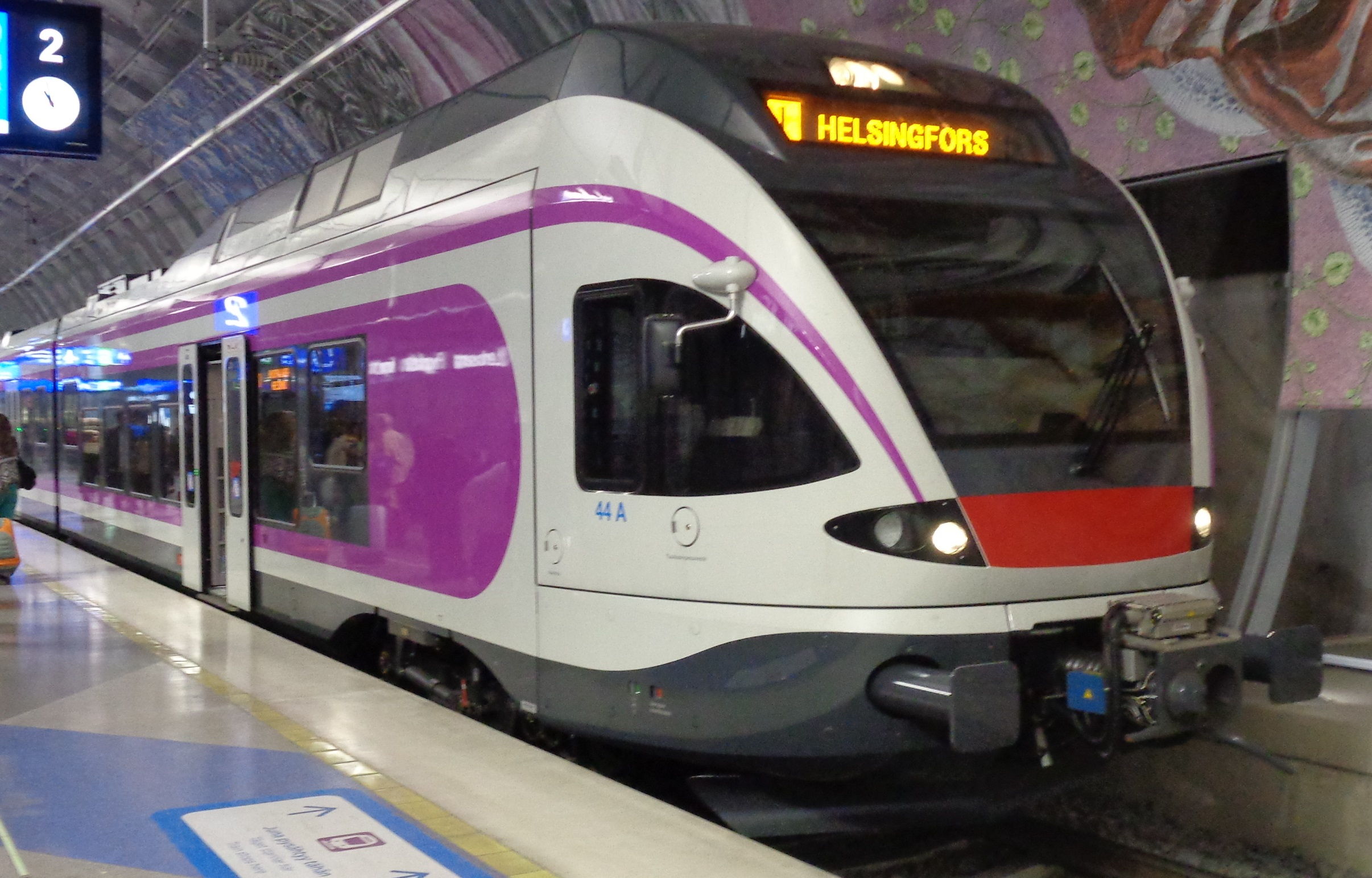
Потяг типу Sm5 в аеропорту.

Приміське залізничне сполучення оперується державною залізничною компанією VR Group та належить до системи HSL. Його лінії позначаються буквами.
Система приміської залізниці є основним засобом сполучення із районами на північний схід та північний захід від центру міста. Її лінії відходять від центрального вокзалу Гельсінкі через Пасілу у напрямку Кіркконуммі, Рійгімякі, аеропорту Гельсінкі, Керави та Лахті. Потяги до Рійгімяки, Лахті, а також до міста Кар'яа курсують коліями, по яким ходять також потяги дальнього слідування. Час подорожі цими регіональними лініями може займати годину, і часто їх робочий час більш обмежений.
1 липня 2015 року була введена в експлуатацію нова залізнична лінія «Кех'ярата», що сполучає залізницю до Вантаанкоскі та центральну залізничну лінію; нею також здійснюється сполучення із аеропортом Гельсінкі.
Місцеві потяги курсують по спеціальних виділених коліях на трьох залізничних лініях, що розходяться від центрального вокзалу Гельсінкі. Більшість маршрутів пропонують швидкісні переміщення із максимальним часом руху у 10-15 хвилин; останні потяги відправляються з центру міста після 1 години ночі або після 4 години ранку у вихідні.

## Пороми

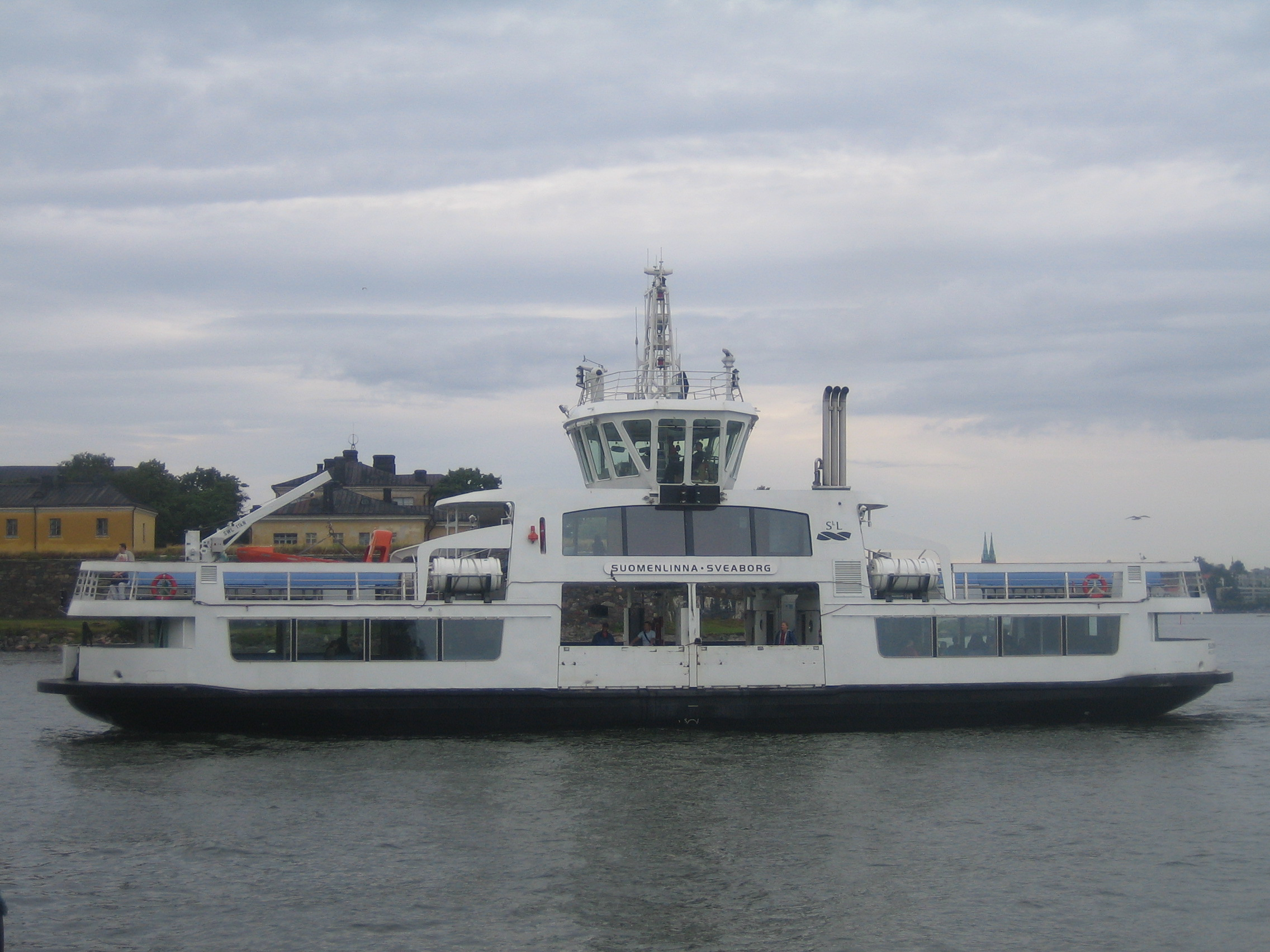
M/S Suomenlinna II.

У місті є дві поромні лінії, які оперуються компанією Suomenlinnan Liikenne Oy.
Одна із них цілий рік сполучає острів Суоменлінна із Ринковою площею міста; ці пороми є єдиним засобом сполучення з рештою міста для мешканців Суоменлінни і цей маршрут виконується судном M/S Suomenlinna II. Втім, для надзвичайних випадків передбачений спеціальний тунель для автомобілів екстрених служб.
Друга лінія сполучає місто із зоопарком на острові Коркеасаарі: один маршрут відправляється від Ринкової площі, а інший — від причалу у районі Катаянокка. Пором до зоопарку не є частиною загальної міської системи транспортних квитків.

## Міські велосипеди
Система міських велосипедів Гельсінкі була відкрита у травні 2016 року та налічувала 50 велосипедних станцій та власне 500 велосипедів для використання у внутрішній території міста. У 2017 році систему було розширено на 100 додаткових станцій та 1000 велосипедів.
Наразі мережа складається із 345 станцій та 3450 велосипедів. Кількість її користувачів за 2018 рік склала 3 218 000 осіб.

## Квитки

### Тарифні зони
Згідно із новою тарифною системою, прийнятою у квітні 2019 року, регіон Гельсінкі поділений на чотири тарифні зони у формі дуг: A, B, C та D.
- зона А: покриває внутрішнє місто Гельсінкі на відстань приблизно 5 км від центрального залізничного вокзалу;
- зона В: покриває решту території міста (включно із східними районами, що увійшли до складу Гельсінкі у 2003 році), частини міст Вантаа та Еспоо, а також усе місто-супутник Кауніайнен. Вона покриває зону на відстань до 14 км від центрального залізничного вокзалу;
- зона С: покриває крайні східні частини Гельсінкі, решту території Еспоо та Вантаа (включно із аеропортом), а також частини міст Сіпоо[fi] й Туусула[fi];
- зона D: покриває більшу частину Сіпоо[fi], Туусули[fi] та все місто Керава на північному сході, а також міста Сіунтіо[fi] й Кіркконуммі на заході.

Мінімальний квиток розрахований на дві тарифні зони, хоча існує можливість придбати квиток окремо для зони D. До квитка так само може входити три або чотири тарифні зони. Якщо пасажир хоче потрапити до кількох тарифних зон, він може придбати квиток до них за зниженою ціною.

### Типи квитків
Транспортна система пропонує широкий вибір різних типів квитків та способів їх придбання.
Квитки на одну поїздку можна придбати у водіїв автобуса, автоматів для продажу квитків або у мобільному додатку. Принаймні одним автоматом для продажу квитків оснащені кожна станція метро та поромний причал, а також більшість залізничних станцій. Вартість такого квитка для зон АВ або ВС для дорослого у 2019 році становила 4 євро (якщо купляти у водія) та 2,80 євро, якщо придбати іншим способом. Водії трамваїв квитків не продають. Для зон АВС ціна відповідно складає 6,50 євро та 4,60 євро.
Більшість пасажирів громадського транспорту використовують спеціальну RFID-картку у якості електронного квитка, на яку можна завантажити необхідний період та вартість поїздок. Квитки на певний період передбачають безлімітний проїзд у межах даного періоду. Вартість використовується для оплати однієї поїздки, яка може містити пересадки. Вартість окремої поїздки нижча у випадку сплати карткою замість покупки одноразового квитка.
Одноразові квитки для двох зон дійсні протягом 80-110 хв. залежно від зон: квитки для зон АВ, С і D діють протягом 80 хвилин, для зон ABCD — протягом 110 хвилин.

### Оплата проїзду
У більшості автобусів водій перевіряє квитки пасажирів при посадці. Метрополітен, місцеві потяги, трамваї, пороми та чотири автобусні маршрути, шо класифікуються як магістральні лінії, використовують систему «доведення оплати»: контролери перевіряють квитки у випадково обраних транспортних засобах, та стягують штраф у розмірі 80 євро разом із вартістю квитка з тих, кто його не має. Якщо пасажир забув свою картку із чинним періодом поїздок, він може пізніше звернутися до пункту обслуговування транспортної компанії та не матиме сплачувати штраф.

## Витрати
Витрата на один пасажирокілометр у метро становить 0,6 євро, на поїзді — 0,12 євро, на автобусі — 0,35 євро, а на трамваї — 0,38 євро (за даними HSL станом на 2018 рік). Витрати на подоланий транспортним засобом кілометр становлять 6,90 євро, 7,70 євро, 3,40 євро та 8,70 євро відповідно, проте у метро та потягах на один транспортний засіб припадає набагато більше осіб.
Ціни на квитки покривають лише половину операційних витрат HSL — решту здебільшого складає підтримка муніципалітетів та держави.